# Thai League Cup 2012
Der Thai League Cup 2012 war die dritte Saison in der zweiten Ära eines Fußballwettbewerbs in Thailand. Das Turnier wurde von Toyota gesponsert und war daher auch als Toyota League Cup (thailändisch โตโยต้า ลีกคัพ) bekannt.  Das Turnier begann mit der ersten Qualifikationsrunde am 3. April 2012 und endete mit dem Finale am 10. November 2012.

## Termine
| Runde                  | Datum                                                   |
| ---------------------- | ------------------------------------------------------- |
| 1. Qualifikationsrunde | 3. April 2012 4. April 2012                             |
| 2. Qualifikationsrunde | 11. April 2012                                          |
| 1. Runde               | 9. Juni 2012 10. Juni 2012                              |
| 2. Runde               | 11. Juli 2012                                           |
| Achtelfinale           | 22. August 2012                                         |
| Viertelfinale          | 5. September 2012 11. September 2012 19. September 2012 |
| Halbfinale             | 26. September 2012 17. Oktober 2012                     |
| Finale                 | 10. November 2012                                       |

## Spiele

### 1. Qualifikationsrunde

#### Northern Region
| Datum         |                    | Ergebnis |                |
| ------------- | ------------------ | -------- | -------------- |
| 3. April 2012 | Paknampho NSRU FC  | 2:1      | Phitsanulok FC |
| 4. April 2012 | Kamphaengphet FC   | 2:1      | Nan FC         |
| 4. April 2012 | Chiangrai City FC  | 4:0      | Tak FC         |
| 4. April 2012 | Phichit FC         | 1:0      | Uttaradit FC   |
| 4. April 2012 | Lampang FC         | 4:2      | Uthai Thani FC |
| 4. April 2012 | Lamphun Warrior FC | 6:1      | Sukhothai FC   |

#### North Eastern Region
| Datum         |                      | Ergebnis |                          |
| ------------- | -------------------- | -------- | ------------------------ |
| 3. April 2012 | Mahasarakham FC      | 1:2      | Sisaket United FC        |
| 3. April 2012 | Udon Thani FC        | 1:0      | Ubon Tiger FC            |
| 4. April 2012 | Chaiyaphum United FC | 4:1      | Yasothon FC              |
| 4. April 2012 | Nongbua Pitchaya FC  | 0:2      | Roi Et United FC         |
| 4. April 2012 | Surin City FC        | 3:1      | Amnat Charoen Town       |
| 4. April 2012 | Kalasin FC           | 6:1      | Mukdahan Chaiyuenyong FC |

#### Bangkok & field Region
| Datum         |                            | Ergebnis              |                         |
| ------------- | -------------------------- | --------------------- | ----------------------- |
| 3. April 2012 | Chamchuri United FC        | 0:0 n. V. (2:4 i. E.) | Kasetsart University FC |
| 3. April 2012 | Nonthaburi FC              | 1:2                   | Thai Honda FC           |
| 3. April 2012 | RBAC FC                    | 3:2                   | Central Lions FC        |
| 4. April 2012 | Kasem Bundit University FC | 2:                    | Rangsit                 |
| 4. April 2012 | Customs United             | 2:2 n. V. (8:7 i. E.) | Rayong United FC        |
| 4. April 2012 | Samut Prakan United FC     | 1:0                   | Krung Thonburi FC       |

#### Central & Eastern Region
| Datum         |                        | Ergebnis |                        |
| ------------- | ---------------------- | -------- | ---------------------- |
| 4. April 2012 | Kabin United FC        | 0:2      | Sakaeo FC              |
| 4. April 2012 | Trat FC                | 1:0      | Pathum Thani United FC |
| 4. April 2012 | Nakhon Nayok FC        | 0:2      | Lopburi FC             |
| 4. April 2012 | Thanyaburi RA United   | 0:3      | Rayong FC              |
| 4. April 2012 | Prachuap Khiri Khan FC | 2:0      | Samut Prakan FC        |
| 6. April 2012 | Prachinburi United FC  | 2:3      | Phetchaburi FC         |

#### Southern Region
| Datum         |                        | Ergebnis              |                |
| ------------- | ---------------------- | --------------------- | -------------- |
| 3. April 2012 | Nakhon Si Thammarat FC | 2:2 n. V. (7:5 i. E.) | Nara United FC |
| 3. April 2012 | Pattani FC             | 1:1 n. V. (5:2 i. E.) | Phang Nga FC   |
| 3. April 2012 | Surat Thani FC         | 1:2                   | Hatyai FC      |

### 2. Qualifikationsrunde

#### Northern Region
| Datum          |                   | Ergebnis |                       |
| -------------- | ----------------- | -------- | --------------------- |
| 11. April 2012 | Kamphaengphet FC  | 2:0      | Nakhon Sawan FC       |
| 11. April 2012 | Chiangrai City FC | 1:0      | Phetchabun FC         |
| 11. April 2012 | Paknampho NSRU FC | 5:2      | Singburi Bangrajun FC |

#### North Eastern Region
| Datum          |                      | Ergebnis              |                  |
| -------------- | -------------------- | --------------------- | ---------------- |
| 11. April 2012 | Chaiyaphum United FC | 0:0 n. V. (4:2 i. E.) | Nong Khai FC     |
| 11. April 2012 | Udon Thani FC        | 2:1                   | Sakon Nakhon FC  |
| 11. April 2012 | Roi Et United FC     | 6:2                   | Nakhon Phanom FC |

#### Bangkok & field Region
| Datum          |                         | Ergebnis |                        |
| -------------- | ----------------------- | -------- | ---------------------- |
| 11. April 2012 | Kasetsart University FC | 2:0      | Globex FC              |
| 11. April 2012 | Thai Honda FC           | 3:1      | Thai Airways-Look Isan |

#### Central & Eastern Region
| Datum          |                        | Ergebnis |                        |
| -------------- | ---------------------- | -------- | ---------------------- |
| 11. April 2012 | Phetchaburi FC         | 2:1      | Ayutthaya FC           |
| 11. April 2012 | Sakaeo FC              | 1:0      | Chachoengsao Hi-Tek FC |
| 11. April 2012 | Trat FC                | 2:0      | Muangkan United FC     |
| 11. April 2012 | Lopburi FC             | 1:0      | Angthong FC            |
| 11. April 2012 | Rayong FC              | 5:0      | Royal Thai Fleet FC    |
| 11. April 2012 | Prachuap Khiri Khan FC | 3:0      | Maptaphut Rayong FC    |

### 1. Runde
| Datum         |                            | Ergebnis              |                      |
| ------------- | -------------------------- | --------------------- | -------------------- |
| 9. Juni 2012  | Pattani FC                 |                       | Saraburi FC          |
| 9. Juni 2012  | Kasetsart University FC    | 4:0                   | Esan United FC       |
| 9. Juni 2012  | Sakaeo FC                  | 0:1                   | Phuket FC            |
| 9. Juni 2012  | Paknampho NSRU FC          | 3:1 n. V.             | Army United          |
| 9. Juni 2012  | RBAC FC                    | 3:4                   | Bangkok Glass        |
| 9. Juni 2012  | Customs United             | 2:1                   | BBCU FC              |
| 9. Juni 2012  | Thai Honda FC              | 1:2                   | Muangthong United    |
| 9. Juni 2012  | Yala FC                    | 0:1                   | Thai Port FC         |
| 9. Juni 2012  | Nakhon Si Thammarat FC     | 0:1                   | Chonburi FC          |
| 9. Juni 2012  | Ratchaburi FC              | 4:3 n. V.             | Chainat Hornbill FC  |
| 9. Juni 2012  | Lopburi FC                 | 4:3 n. V.             | PTT Rayong FC        |
| 9. Juni 2012  | Trat FC                    | 2:0                   | Bangkok FC           |
| 9. Juni 2012  | Kalasin FC                 | 0:1                   | Samut Songkhram FC   |
| 9. Juni 2012  | Prachuap Khiri Khan FC     | 1:2                   | Pattaya United FC    |
| 9. Juni 2012  | Kamphaengphet FC           | 0:0 n. V. (2:4 i. E.) | Chiangrai United     |
| 9. Juni 2012  | Rayong FC                  | 2:2 n. V. (6:7 i. E.) | TTM Chiangmai FC     |
| 9. Juni 2012  | Phichit FC                 | 0:2                   | Songkhla FC          |
| 9. Juni 2012  | Hatyai FC                  | 3:0                   | Raj-Pracha Thailand  |
| 9. Juni 2012  | Phattalung FC              | 2:1                   | Police United        |
| 9. Juni 2012  | Siam Navy FC               | 0:1                   | Khon Kaen FC         |
| 10. Juni 2012 | Samut Prakan United FC     | 3:1                   | J.W. Rangsit         |
| 10. Juni 2012 | Lampang FC                 | 0:5                   | BEC Tero Sasana FC   |
| 10. Juni 2012 | Sriracha FC                | 0:1                   | Nakhon Ratchasima FC |
| 10. Juni 2012 | Lamphun Warrior FC         | 4:3 n. V.             | Bangkok United       |
| 10. Juni 2012 | Roi Et United FC           | 2:3 n. V. (4:5 i. E.) | Buriram United       |
| 10. Juni 2012 | Chiangrai City FC          | 2:4                   | Krabi FC             |
| 10. Juni 2012 | Surin City FC              | 0:5                   | Wuachon United FC    |
| 10. Juni 2012 | Udon Thani FC              | 0:2                   | Suphanburi FC        |
| 10. Juni 2012 | Phetchaburi FC             | 3:0                   | Chanthaburi FC       |
| 10. Juni 2012 | Chaiyaphum United FC       | 0:1                   | TOT SC               |
| 10. Juni 2012 | Kasem Bundit University FC | 1:2                   | Air Force United     |

### 2. Runde
| Datum         |                         | Ergebnis              |                    |
| ------------- | ----------------------- | --------------------- | ------------------ |
| 11. Juli 2012 | Paknampho NSRU FC       | 0:4                   | Chiangrai United   |
| 11. Juli 2012 | Kasetsart University FC | 1:2 n. V.             | Wuachon United FC  |
| 11. Juli 2012 | Samut Prakan United FC  | 1:1 n. V. (5:4 i. E.) | Phuket FC          |
| 11. Juli 2012 | Air Force United        | 1:3                   | Pattaya United FC  |
| 11. Juli 2012 | Customs United          | 1:1 n. V. (5:4 i. E.) | Krabi FC           |
| 11. Juli 2012 | Pattani FC              | 2:11                  | Osotspa Saraburi   |
| 11. Juli 2012 | Phetchaburi FC          | 0:4                   | Chonburi FC        |
| 11. Juli 2012 | Songkhla FC             | 2:2 n. V. (5:6 i. E.) | TOT SC             |
| 11. Juli 2012 | Trat FC                 | 2:3                   | Ratchaburi FC      |
| 11. Juli 2012 | Lopburi FC              | 0:1                   | TTM Chiangmai FC   |
| 11. Juli 2012 | Phattalung FC           | 2:4                   | Bangkok Glass      |
| 11. Juli 2012 | Khon Kaen FC            | 0:2                   | Thai Port FC       |
| 11. Juli 2012 | Lamphun Warrior FC      | 1:2                   | BEC Tero Sasana FC |
| 11. Juli 2012 | Hatyai FC               | 0:1                   | Buriram United     |
| 11. Juli 2012 | Suphanburi FC           | 2:0                   | Samut Songkhram FC |
| 11. Juli 2012 | Nakhon Ratchasima FC    | 1:2                   | Muangthong United  |

### Achtelfinale
| Datum           |                        | Ergebnis |                    |
| --------------- | ---------------------- | -------- | ------------------ |
| 22. August 2012 | Thai Port FC           | 0:2      | Muangthong United  |
| 22. August 2012 | Bangkok Glass          | 3:1      | Chiangrai United   |
| 22. August 2012 | Suphanburi FC          | 1:3      | BEC Tero Sasana FC |
| 22. August 2012 | TOT SC                 | 3:0      | TTM Chiangmai FC   |
| 22. August 2012 | Ratchaburi FC          | 1:0      | Pattaya United     |
| 22. August 2012 | Pattani FC             | 0:1      | Wuachon United FC  |
| 22. August 2012 | Samut Prakan United FC | 0:1      | Buriram United     |
| 22. August 2012 | Customs United         | 0:2      | Chonburi FC        |

### Viertelfinale
Die Hinspiele fanden am 5. September 2012, die Rückspiele am 11. bzw. 19. September statt.
|                   | Gesamt |                   | Hinspiel | Rückspiel |
| ----------------- | ------ | ----------------- | -------- | --------- |
| Bangkok Glass     | 2:1    | Chonburi FC       | 1:0      | 1:1       |
| Buriram United    | 3:3    | BEC Tero Sasana   | 1:1      | 2:2       |
| Ratchaburi FC     | 2:1    | Wuachon United FC | 2:0      | 0:1       |
| Muangthong United | 3:4    | TOT SC            | 1:2      | 2:2       |

### Halbfinale
Die Hinspiele fanden am 26. September 2012, die Rückspiele am 17. Oktober 2012 statt.
|               | Gesamt |                | Hinspiel | Rückspiel |
| ------------- | ------ | -------------- | -------- | --------- |
| Ratchaburi FC | 3:2    | TOT SC         | 1:0      | 2:2       |
| Bangkok Glass | 2:4    | Buriram United | 2:3      | 0:1       |

### Finale
| Paarung        | Ratchaburi FC – Buriram United |
| Ergebnis       | 1:4 (0:1) |
| Datum          | 10. November 2012 |
| Stadion        | Thammasat Stadium, Pathum Thani                                                                                                   |
| Schiedsrichter | Chaiya Mahaprap |
| Tore           | 0:1 Yves Hermann Ekwalla (36.) 0:2 Goran Jerković (44.) 1:2 Adisak Kraisorn (64.) 1:3 Osmar Ibáñez (63.) 1:4 Goran Jerković (87.) |
| Ratchaburi FC  | Cheftrainer: Somchai Maiwilai |
| Buriram United | Cheftrainer: Attaphol Buspakom |

## Sieger
| Sieger Buriram United | Sieger Buriram United |
| --- | --- |
| Startaufstellung | Ersatzspieler |
| - Siwarak Tedsungnoen (TW) - Theerathon Bunmathan - Pratum Chuthong - Yves Hermann Ekwalla - Apichet Puttan - Ekkachai Sumrei - Anthony Ampaipitakwong - Chitipat Tanklang (25.) ▼ - Jirawat Makarom (83.) ▼ - Osmar Ibáñez - Goran Jerković | - Kittikun Jamsuwan (TW) - Yotsapon Teangdar - Shinnosuke Honda (83.) ▲ - Suchao Nuchnum - Suriya Domtaisong (80.) ▲ - Adisak Kraisorn (25.) ▲ (80.) ▼ - Piyarat Lajungreed - Chalermsuk Kaewsuktae - Frank Acheampong - Sirisak Faidong - Arthit Boodjinda |